# École nationale supérieure des mines de Paris

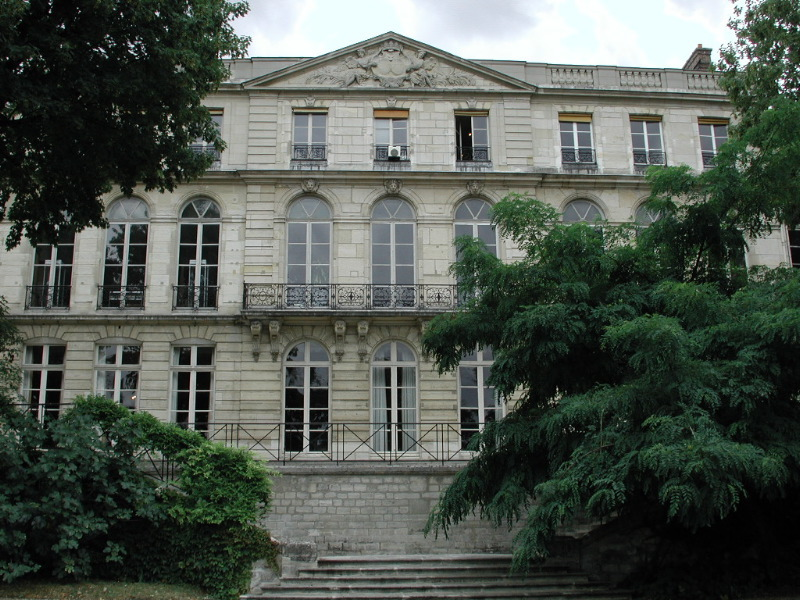
Hôtel de Vendôme, huvudbyggnad.

École nationale supérieure des mines de Paris, sedan 2008 MINES ParisTech, är en fransk högskola (grande école) i Paris. Universitet utbildar diplomingenjörer och är medlem av Université de recherche Paris Sciences et Lettres.